# Oda Schaefer
Pour les articles homonymes, voir Schaefer.
Oda Schaefer (pseudonyme de Oda Lange), née Oda Kraus le 21 décembre 1900 à Wilmersdorf (Berlin) et morte le 4 septembre 1988  à Munich, est une écrivain et journaliste allemande.

## Biographie
Oda Schaefer est la fille d'Eberhard Kraus (1857-1918), journaliste et écrivain provenant de l'un des pays baltes, et de son épouse Alice, née Bartels, issue d'une famille de marchands de Dorpat.
Oda Schaefer suit les cours dans une école secondaire berlinoise, puis étudie les arts appliqués dans une école privée. En 1923, elle épouse le peintre Albert Schaefer-Ast (de) avec qui elle a un fils en 1924. Le mariage se termine peu après par un divorce. Oda Schaefer déménage en 1926 à Liegnitz pour raisons familiales et y rencontre l'écrivain Horst Lange (de). Tous deux reviennent à Berlin en 1931, puis se marient deux ans après.
À partir de 1928, Oda Schaefer publie des articles pour des magazines de mode, ainsi que des articles de fond, des poèmes et des pièces radiophoniques. Pendant le Troisième Reich, elle collabore avec son mari et Günter Eich à la revue littéraire Die Kolonne (de) et a comme amis proches Peter Huchel et Elisabeth Langgässer. Elle écrit alors pour les journaux Das Innere Reich et le Frankfurter Zeitung. Oda Schaefer était aussi membre de la Chambre du Reich. Schaefer et son mari sont des opposants au régime nazi et aident également des juifs à se cacher pendant un certain temps.
Après la Seconde Guerre mondiale, au cours de laquelle son fils disparaît et où son mari est grièvement blessé, le couple emménage en Bavière, à Mittenwald, puis en Suisse et à partir de 1950 à Munich, où elle est pigiste pour divers journaux et pour la radio.
L'œuvre littéraire de Schaefers se compose principalement de poésie dans ses formes traditionnelles, inspirée par les poètes de la nature Wilhelm Lehmann et Georg von der Vring. Avec Horst Lange, elle prend une certaine distance avec la littérature de la période d'après-guerre et des auteurs du Groupe 47.
Oda Schaefer était membre de l'Académie allemande pour la langue et la littérature à Darmstadt et du PEN club de la République fédérale d'Allemagne.
La biographie de Schaefer a inspiré son petit-neveu Chris Kraus pour son long métrage Poll (2010) avec Paula Beer dans le rôle principal.

## Œuvre
- Die Windharfe, Berlin, 1939
- Irdisches Geleit, München, 1946
- Die Kastanienknospe, München, 1947
- Unvergleichliche Rose, Stuttgart, 1948
- Katzenspaziergang, München, 1956
- Grasmelodie, München, 1959
- Die Boutique, München, 1963
- Ladies only oder Von der Kunst, Dame zu sein, Zürich, 1963
- Und fragst du mich, was mit der Liebe sei, München [u. a.], 1968
- Auch wenn Du träumst, gehen die Uhren, München, 1970
- Der grüne Ton, München, 1973
- Die Haut der Welt, München [u. a.], 1976
- Die leuchtenden Feste über der Trauer, München, 1977
- Wiederkehr, München [u. a.], 1985
- Balladen und Gedichte, München, 1995
- Auch wenn Du träumst, gehen die Uhren – Erinnerungen bis, 1945 und aus der Nachkriegszeit (beide Erinnerungsbände in einem Band), München, 2012
- Immer war ich. Immer werde ich sein, Gedichte aus 50 Jahren, München, 2012